# Christ van der Smissen

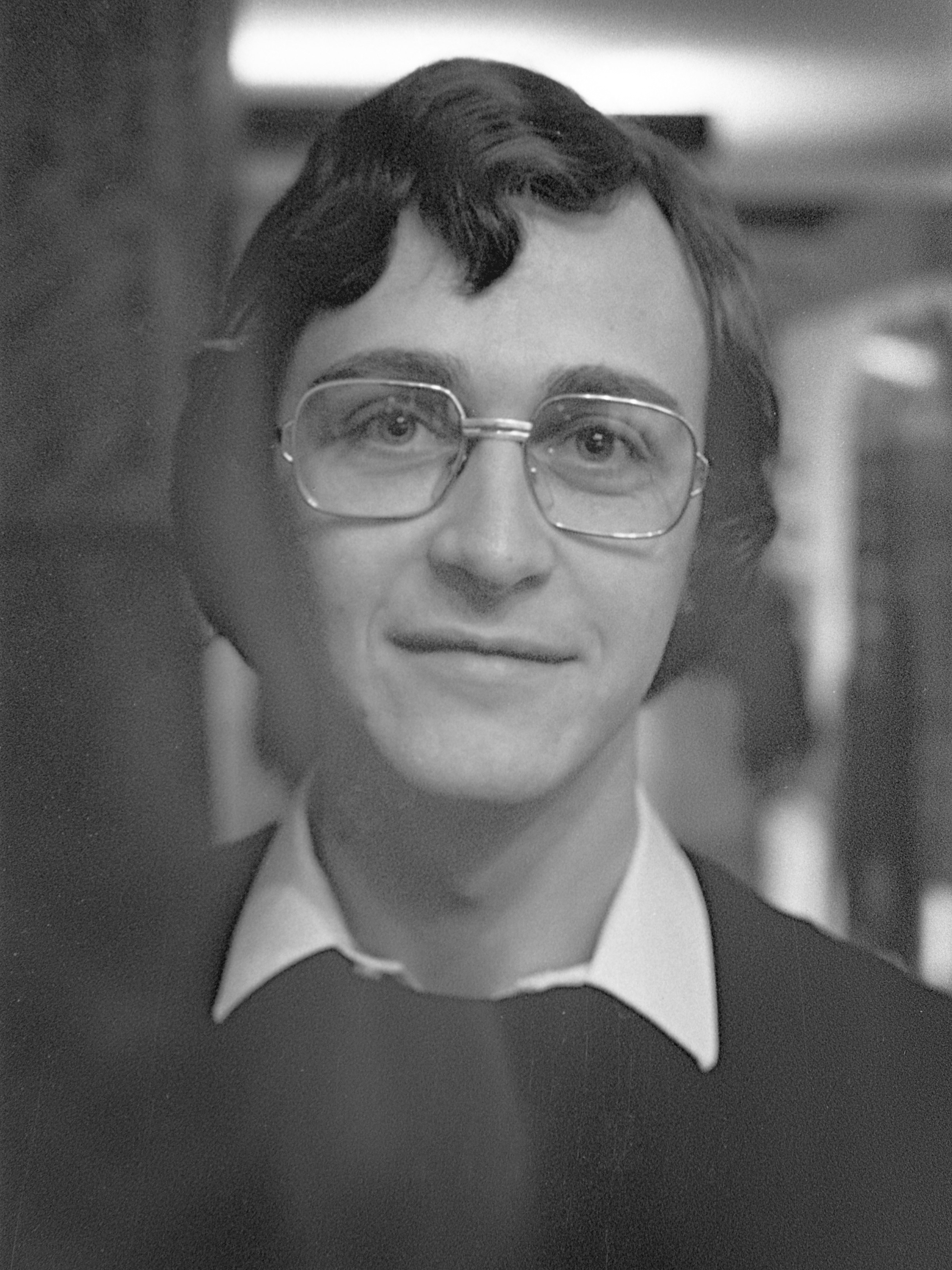
Christ van der Smissen (1977)

Christ van der Smissen (St. Willebrord, 22 juni 1954) is een Nederlands carambolebiljarter. Hij leerde het biljarten onder andere van Tony Schrauwen. 
Hij eindigde op het Europees kampioenschap kader 47/2 op de derde plaats in 1976 en 1977.
Hij eindigde op het Europees kampioenschap kader 47/1 in 1977 op de tweede plaats en in 1978 op de derde plaats. 
Hij won het Europees kampioenschap kader 71/2 in 1982 in Dudelange en eindigde later dat jaar in Marseille op de derde plaats. Hij eindigde op het wereldkampioenschap kader 71/2 in 1979 op de tweede plaats. 
Hij won het Europees kampioenschap bandstoten in 1975, 1982 en 1988, eindigde in 1984 op de tweede plaats en in 1981 en 1987 op de derde plaats. Hij eindigde op het 
wereldkampioenschap bandstoten viermaal op de tweede plaats, in 1974, 1976, 1977 en 1984. 
Hij won het Nederlands kampioenschap driebanden in 1978, 1980, 1986 (met een toenmalig recordmoyenne van 1.388) en 1988. Hij eindigde op het Europees kampioenschap driebanden op de derde plaats in 1980 en 1988. 
Van der Smissen is voormalig bondscoach van de jeugdselectie driebanden. Momenteel werkt hij in Nieuwegein op het bondsbureau van de  KNBB waar hij de ledenadministratie verzorgt.